# Сироїд Інна Валентинівна
Сироїд (Волкова) Інна Валентинівна (нар. 18 вересня 1983 року, Лемеші) — український історик та правник, кандидат історичних наук, Лауреат Міжнародної літературної премії імені Олеся Гончара.

## Біографія
Народилася 18 вересня 1983 року в с. Лемеші на Житомирщині. У 2000 року з відзнакою закінчила Райгородоцьку загальноосвітню школу І-ІІІ ступенів.
Вищу освіту за спеціальністю «Історія» отримала у Київському національному університеті імені Тараса Шевченка (2005). Закінчила аспірантуру того ж університету (2008). Кандидат історичних наук. У 2009 році захистила дисертацію на тему «Громадсько-політична діяльність Олеся Гончара» (науковий керівник — к.і.н., доц. А. М. Пижик).
У 2014 році закінчила Київський національний економічний університет імені Вадима Гетьмана за спеціальністю «Правознавство». Магістр права.
З 2011 року до 2017 року включно — начальник управління інформаційного забезпечення Вищого спеціалізованого суду України з розгляду цивільних і кримінальних справ. Головний редактор фахового науково-практичного юридичного журналу «Часопис цивільного і кримінального судочинства».
З 2018 року і донині начальник управління в секретаріаті Касаційного цивільного суду у складі Верховного Суду.
Державний службовець третього рангу (2017).
Авторка понад двадцяти наукових публікацій з історії та права.
Співавторка монографії «Нервова клітина нації Олесь Гончар і національно-культурне відродження України у ХХ столітті», 2017 рік.

## Відзнаки
- Міжнародна українсько-німецька літературна премія імені Олеся Гончара (2009).
- Золота медаль «Професійна слава України» (2010),
- Срібна медаль «Незалежність України» (2012).
- Грамота Вищого спеціалізованого суду України з розгляду цивільних і кримінальних справ.
- Почесна грамота Вищого спеціалізованого суду України з розгляду цивільних і кримінальних справ (2016).
- Почесна грамота Верховного Суду (2020).